# براچواتس
براچواتس (به صربی: Braćevac) یک منطقهٔ مسکونی در صربستان است که در نگوتین واقع شده‌است. براچواتس ۵۳۳ نفر جمعیت دارد.